# Félix Bontoux
Pour les articles homonymes, voir Bontoux.
Félix Bontoux, né le 13 décembre 1846 à Sisteron (Alpes-de-Haute-Provence) et mort le 28 février 1906  à Marseille (Bouches-du-Rhône), est un homme politique français.

## Biographie
Maire de Sisteron, conseiller général du canton de la Motte-du-Caire, il est député des Basses-Alpes de 1881 à 1885, inscrit au groupe de la Gauche radicale.